# Área salvaje Zion
El área salvaje Zion (del inglés: Zion Wilderness) es un área salvaje o virgen que se encuentra en el estado de Utah, Estados Unidos. Comprende 503,5 km². y fue designada el 30 de marzo de 2009 como parte del Omnibus Public Land Management Act of 2009. Se encuentra dentro de los límites del parque nacional Zion.
Está bordeada: al norte, por el área salvaje LaVerkin Creek, el área salvaje Goose Creek y el área salvaje Deep Creek; al oeste, por el área salvaje Beartrap Canyon; al noroeste, por el área salvaje Taylor Creek;  al sur, por el área salvaje Red Butte; y al suroeste, por el área salvaje Blackridge.
El área salvaje Zion es administrada y protegida por el Servicio de Parques Nacionales.